# Giải Ig Nobel
Giải Ig Nobel (/ˌɪɡnoʊˈbɛl/ IG-noh-BEL) là một giải thưởng châm biếm được trao thường niên kể từ năm 1991 để tôn vinh 10 thành tựu bất thường hoặc tầm thường trong nghiên cứu khoa học. Mục đích của giải là "tôn vinh những thành tựu khiến mọi người cười trước, rồi khiến họ phải suy nghĩ." Tên của giải thưởng là một cách chơi chữ của giải thưởng Nobel (mà nó giễu nhại) và từ ignoble ("thấp kém", "không danh giá").

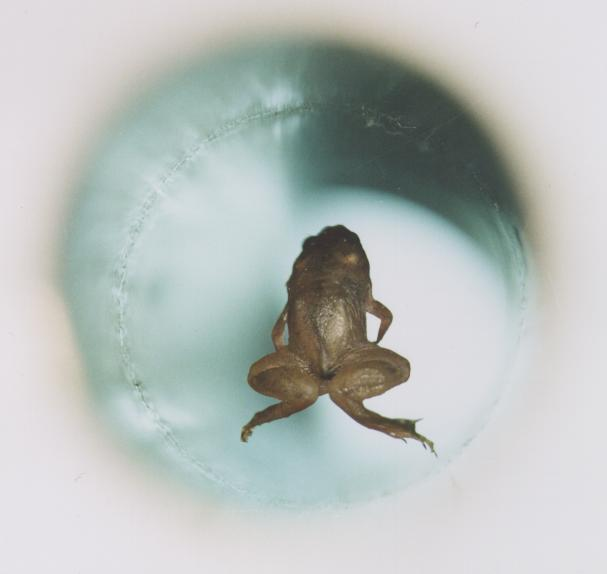
Giải Ig Nobel Vật lý năm 2000 được trao cho Andre Geim (Đại học Radboud Nijmegen) và Michael Berry (Đại học Bristol, Vương quốc Anh) vì làm một con ếch sống bay bằng từ tính. Geim đã được trao giải Nobel Vật lý thực sự vào năm 2010.

Do tạp chí khoa học hài hước Annals of Improbable Research (AIR) tổ chức, Giải Ig Nobel được những chủ nhân giải Nobel trao tặng trong một buổi lễ tại Nhà hát Sanders, Đại học Harvard, kế tiếp là bài diễn thuyết của những người đoạt giải tại Viện Công nghệ Massachusetts.

## Lịch sử
Giải Ig Nobel được Marc Abrahams (biên tập kiêm đồng sáng lập tạp chí Annals of Improbable Research, cựu tổng biên tập của Journal of Irreproducible Results) tạo ra, ông là chủ nhiệm tại tất cả các lễ trao giải. Lúc bấy giờ, giải thưởng đã được trao cho những khám phá "không thể hoặc không nên sao chép". 10 giải thưởng được trao thường niên ở nhiều hạng mục, bao gồm các hạng mục giải Nobel về vật lý, hóa học, sinh lý học/y học, văn học và hòa bình, cũng như các hạng mục khác như y tế công cộng, kỹ thuật, sinh học và nghiên cứu liên ngành. Giải Ig Nobel công nhận những thành tựu có thật, ngoại trừ ba giải được trao trong năm đầu tiên dành cho các nhà khoa học hư cấu Josiah S. Carberry, Paul DeFanti và Thomas Kyle.
Đôi khi giải thưởng mang tính phê phán thông qua châm biếm, như trong hai giải được trao cho nghiên cứu vi lượng đồng căn, giải về "giáo dục khoa học" cho Khoa giáo dục bang Kansas và Ủy ban Giáo dục bang Colorado vì quan điểm của họ về giảng dạy thuyết tiến hóa, giải còn được trao cho ấn phẩm Social Text sau vụ Sokal. Tuy nhiên, thông thường họ dành sự chú ý tới các bài viết khoa học chứa một số khía cạnh hài hước hoặc bất ngờ. Ví dụ như từ việc phát hiện ra rằng sự hiện diện của con người có xu hướng kích thích tình dục ở đà điểu, cho đến tuyên bố rằng lỗ đen đáp ứng tất cả các yêu cầu kỹ thuật để trở thành nơi Địa ngục tọa lạc, rồi nghiên cứu về "quy luật năm giây", một niềm tin nghiêm túc mà có phần hài hước rằng thức ăn rớt xuống đất sẽ không bị ô uế nếu nó được nhặt lên trong vòng năm giây.
Sir Andre Geim (chủ nhân giải Ig Nobel năm 2000 vì nhấc bổng một con ếch bằng từ tính) đã được trao giải Nobel vật lý năm 2010 cho công trình nghiên cứu của ông về các tính chất điện từ của graphen. Tính đến năm 2021, ông là cá nhân duy nhất đã giành cả giải Nobel và Ig Nobel.

## Lễ trao giải
Giải thưởng chủ yếu do những chủ nhân giải Nobel trao tặng, tiền thân là tại một buổi lễ ở giảng đường tại MIT, nhưng kể từ năm 1994 đến nay được tổ chức tại Nhà hát Sanders ở Đại học Harvard. Do đại dịch COVID-19, sự kiện năm 2020 và 2021 được tổ chức hoàn toàn trực tuyến. Sự kiện có một số trò đùa, chẳng hạn như Miss Sweetie Poo, một cô bé liên tục kêu lên: "Làm ơn ngừng đi: Cháu chán rồi", bằng một giọng the thé nếu người nói tiếp tục quá lâu. Theo truyền thống, lễ trao giải được kết thúc với dòng chữ: "Nếu bạn không giành giải — và đặc biệt nếu bạn đã làm vậy — chúc bạn may mắn vào năm sau!"
Buổi lễ trao giải được hợp tác tài trợ bởi Hiệp hội Máy tính Harvard, Hiệp hội khoa học viễn tưởng Harvard–Radcliffe và Hiệp hội sinh viên vật lý Harvard–Radcliffe.
Ném máy bay giấy lên sân khấu là một truyền thống lâu đời. Trong nhiều năm, Giáo sư Roy J. Glauber là người quét sạch sân khấu khỏi máy bay với tư cách là "Người giữ chổi" chính thức. Glauber không thể tham dự lễ trao giải năm 2005 vì ông bận tới Stockholm để nhận giải Nobel Vật lý thật.

## Tiếp cận công chúng
Buổi lễ được ghi hình và phát trên National Public Radio ở Hoa Kỳ và được chiếu trực tiếp qua Internet. Phần ghi âm được phát sóng thường niên, vào Thứ Sáu sau Lễ tạ ơn của Mỹ, trên chương trình phát thanh công cộng Science Friday.
Hai cuốn sách đã được xuất bản với bài viết về một số người đoạt giải: The Ig Nobel Prize, và The Ig Nobel Prize 2, về sau đổi nhan đề thành The Man Who Tried to Clone Himself.

## Đón nhận
Một bài viết tháng 9 năm 2009 trên The National có nhan đề "A noble side to Ig Nobels" (Một khía cạnh ưu tú với Ig Nobel) cho rằng, mặc dù giải Ig Nobel là sự phê phán gián tiếp đối với nghiên cứu vớ vẩn, nhưng lịch sử cho thấy rằng đôi khi nghiên cứu bị xem là vớ vẩn dẫn đến những bước đột phá quan trọng. Ví dụ, vào năm 2006, một nghiên cứu cho thấy một trong những loài muỗi sốt rét (Anopheles gambiae) đều bị hấp dẫn bởi mùi pho mát Limburger và mùi bàn chân người đã giành được giải Ig Nobel trong lĩnh vực sinh học. Nhờ kết quả trực tiếp của những phát hiện này, những chiếc bẫy có mồi bằng pho mát này đã được đặt ở những vị trí chiến lược ở một số vùng của Châu Phi để chống lại dịch bệnh sốt rét. Và Andre Geim, trước khi đồng nhận giải Nobel Vật lý năm 2010 cho nghiên cứu của ông về graphen, đã đồng nhận Ig Nobel Vật lý năm 2000 với Michael Berry vì nhấc bổng một con ếch bằng từ tính, mà đến năm 2022 được cho là một phần nguồn cảm hứng cho nghiên cứu lực hấp dẫn của mặt trăng của cơ sở Trung Quốc.